# Païutes
Le mot Païute, parfois Piute, fait référence à deux groupes amérindiens proches : les Païutes du nord, qui vivaient en Californie, dans le Nevada et l'Oregon, et les Païutes méridionaux en Arizona, dans le sud-est de la Californie et du Nevada ainsi qu'en Utah. Tous parlent des langues appartenant à la branche numique des langues uto-aztèques.

Répartition historique des populations païutes.

## Ethnonymie
L'origine du mot Païute n'est pas claire. Certains anthropologues l'ont interprété comme signifiant « vrai Ute ». Les Païutes se nomment eux-mêmes « le peuple (Ute) de l'eau (Paï) », « Numa » au nord et « Nuwuvi » au sud. Les Espagnols nommèrent les Païutes du sud « Payuchi », puis les Euro-Américains nommèrent les deux groupes « Diggers » (ceux qui creusent, en référence à leur recherche de racines). Cette expression est considérée aujourd'hui comme dégradante. Les Païutes du nord sont quelquefois appelés « Paviotso ».

## Païutes du nord
Les Païutes du nord vivaient dans la région aride du Grand Bassin, à l'est de la Californie, à l'ouest du Nevada et au sud-est de l'Oregon. Leur mode de vie était adapté au milieu désertique : chaque clan ou tribu occupait un territoire spécifique, généralement situé autour d'un lac ou d'un marais qui lui fournissait de l'eau et du poisson. Ils chassaient également le pronghorn et le lapin, ramassaient des pignons, des racines et des graines dans les montagnes environnantes.
Le nom de chaque clan était représentatif de leur nourriture : par exemple, les habitants des rives du Pyramid Lake étaient appelés « Cui Ui Ticutta », ce qui signifie les « mangeurs de Cui-ui », un poisson du lac. Les Indiens de la région de Lovelock portaient le nom de « Koop Ticutta », ce qui veut dire « mangeurs d'écureuils ». Les relations entre les Païutes du nord et leurs voisins Shoshones étaient généralement pacifiques. En revanche, les heurts étaient fréquents avec les Washoes, qui avaient une culture et une langue très différente.

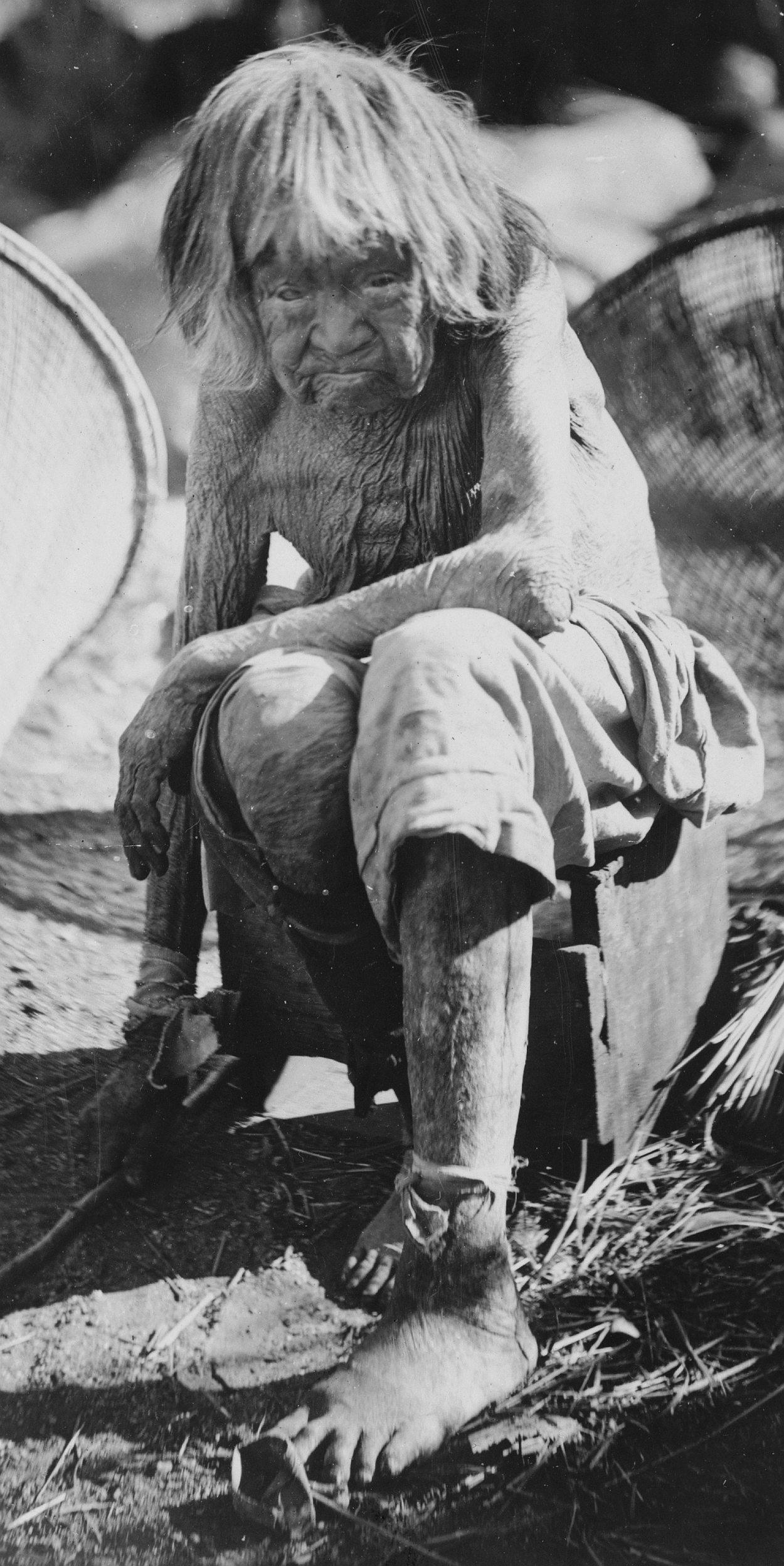
Vieille femme païute, photographiée en 1905 à l'âge de 120 ans (non vérifié).

Les premiers contacts entre les Païutes du nord et les Blancs se développèrent à partir des années 1840 ; les tribus commencèrent alors à utiliser le cheval. Avec la colonisation, les violences entre Amérindiens et Blancs se multiplièrent : la guerre des Païutes en 1860 et la guerre des Bannocks en 1878 en sont deux épisodes connus. Mais les Païutes furent surtout décimés par les maladies introduites par les Blancs, en premier lieu par la variole. L'ouvrage de Sarah Winnemucca, Life Among the Piutes, témoigne de la vie des Païutes au XIXe siècle. Les Amérindiens furent concentrés dans des réserves comme celle de Malheur (en) dans l'Oregon. Ils cherchèrent à travailler dans les fermes, les ranchs et les villes et établirent de petites colonies. Par l'Indian Reorganization Act de 1934, ces colonies furent reconnues comme tribus indépendantes.
Liste de Païutes du Nord célèbres : 
- Poito (Chef Winnemucca)
- Sarah Winnemucca (1844-1891), Vie parmi les Paiutes (Life Among the Paiutes: Their Wrongs and Claims, 1883)
- Wovoka (Jack Wilson)
- Chef Tenaya chef des Ahwahnechee
- Numaga
- Ochio
- Truckee
- Joaquin

### Population
Selon Alfred Louis Kroeber (1925), la population des Païutes du Nord en Californie était de 500 en 1770 et de 300 en 1910. Catherine S. Fowler et Sven Liljeblad (1978) estiment le nombre total de Païutes du Nord à 6 000 en 1869.